# Ceryx guttulosa
Ceryx guttulosa là một loài bướm đêm thuộc phân họ Arctiinae, họ Erebidae.